# Tialda
Tialda ist ein friesischer weiblicher Vorname.

## Herkunft und Bedeutung
Der Name ist eine im Friesischen gebildete Kurzform von Thiadhild. Thiadhild ist ein alter zweigliedriger deutscher Name der sich aus dem althochdeutschen diot = das Volk und dem althochdeutschen hiltja = der Kampf zusammensetzt.

### Varianten
- Tjalda
- Tjalde
- Tialde

## Bekannte Namensträgerinnen
- Tialda van Slogteren, niederländische Sängerin